# Puertasaurus
Puertasaurus is een geslacht van plantenetende sauropode dinosauriërs behorend tot de groep van de Titanosauria dat tijdens het Late Krijt leefde in het gebied van het huidige Argentinië.

## Vondst en naamgeving
De typesoort Puertasaurus reuili is in 2005 benoemd en beschreven door Fernando Emilio Novas, Leonardo Salgado, Jorge Calvo en Federico Agnolin. De geslachtsnaam en soortaanduiding samen eren de twee ontdekkers uit januari 2001: Pablo Puerta en Santiago Reuil, die het beest in het zuiden van Patagonië aantroffen. Deze mannen hebben het fossiel, dat uit zo'n zestig fragmenten bestond, ook geprepareerd. Het onderzoek werd betaald door de National Geographic Society.

Diagram van de gevonden botten

De vondst, het holotype MPM 10002, is gedaan op de vindplaats Cerro Los Hornos, in La Leona, in zandsteenlagen van wat oorspronkelijk geïdentificeerd werd als de Pari Aike-formatie, stammend uit het vroege Maastrichtien. Later is dat herzien tot de Cerro Fortaleza-formatie van ongeveer gelijke ouderdom. Het bestaat uit gedeeltelijk skelet zonder schedel. Het omvat vier (gedeeltelijke) wervels: een halswervel, vermoedelijk de negende, een ruggenwervel, vermoedelijk de tweede en twee losse wervels uit het midden van de staart. Het was in 2005 de eerste keer dat een halswervel van een gigantische titanosauriër beschreven werd; van kleinere soorten waren die al aangetroffen. Het specimen behoort tot de collectie van het Museo Padre Molina te Río Gallegos.

## Beschrijving

### Grootte en onderscheidende kenmerken
Puertasaurus behoort tot de titanosauriërs en is gigantisch groot. De ruggenwervel heeft een breedte van 168 centimeter en een hoogte van 106 centimeter. In een persconferentie in juli 2006 schatte Novas de lengte van Puertasaurus op vijfendertig tot veertig meter; het gewicht op tachtig tot honderd ton. Dat zou Puertasaurus een van de grootste redelijk bekende dinosauriërs maken, samen met Argentinosaurus; aangezien hij zo'n zeventig miljoen jaar geleden leefde, in het vroege Maastrichtien, ook de laatst bekende echte reus. Andere paleontologen vonden de schatting van het gewicht echter aan de ruime kant. Gregory S. Paul schatte in 2016 de lengte op dertig meter, het gewicht op vijftig ton.

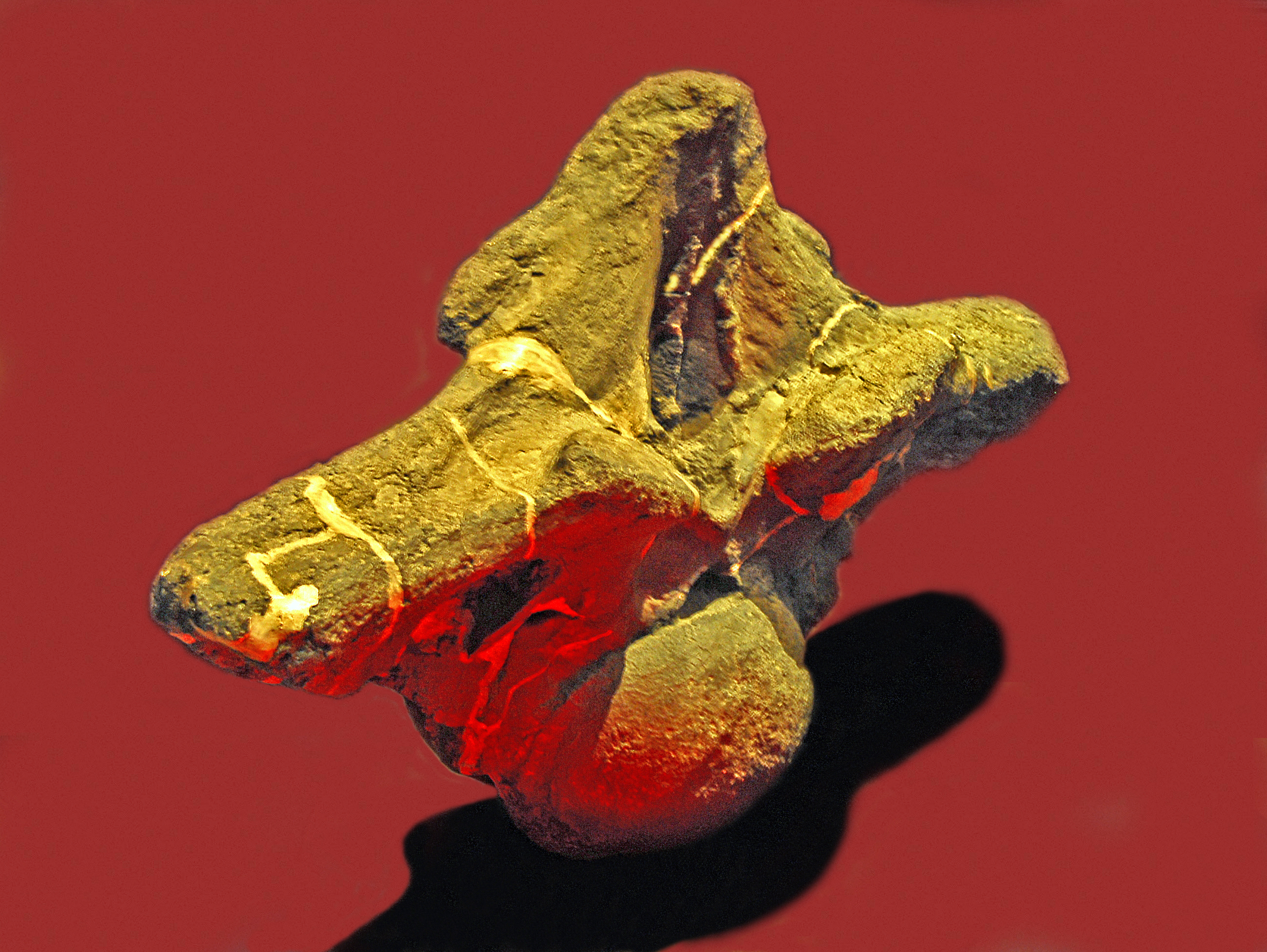
De ruggenwervel

De beschrijvers wisten enkele onderscheidende kenmerken aan te geven die samen een unieke combinatie vormen. De omvang is gigantisch. Bij de halswervels is het doornuitsteeksel aanzienlijk gezwollen waardoor het overdwars breder wordt dan het wervellichaam; van boven naar beneden lopen over de zijkanten forse verticale richels. De staartwervels hebben hoge en overdwars dikke richels lopen tussen het doornuitsteeksel en de voorste gewrichtsuitsteeksels. De voorste ruggenwervels zijn extreem kort waarbij het wervellichaam even lang is als breed terwijl het bij andere Titanosauriformes langer is dan breed.

### Skelet
Opvallend aan de wervels is dat ze vrij kort zijn maar extreem afgeplat en breed; de ruggenwervel is verreweg de breedste sauropodewervel die bekend is, vijfenveertig centimeter wijder dan de breedste bekende wervels van Argentinosaurus. Ze zijn verder ook erg robuust van bouw, met weinig pneumatisering in de vorm van luchtholten. De hoge gewichtsschatting komt voort uit de aanneming dat de romp overeenkomstig breed was, zo'n vijf meter.
De halswervel heeft een lengte van 118 centimeter. Het was in 2005 de langste sauropode halswervel die bekend was met uitzondering van die van Sauroposeidon. Qua breedte haalde de wervel echter een record met 140 centimeter. Het doornuitsteeksel is bij deze wervel beschadigd maar werd gereconstrueerd als een brede trapeziumvormige plaat, bijna net zo breed als de, op zich al zeer wijde en afgeplatte, voorste gewrichtsuitsteeksels. Het doornuitsteeksel was in de reconstructie breder dan hoog en achterwaarts geplaatst. Voorzijde en achterzijde zijn vermoedelijk uitgehold, kennelijk te bevestiging van zeer zware pezen die de wervels verbinden. Het bovenste uiteinde is ook van voor naar achter flink verdikt wat wijst op een krachtige epaxiale musculatuur. Van kleinere soorten was een degelijke extreme ontwikkeling niet bekend. Het was in 2005 het breedste doornuitsteeksel van de nek die ooit bij een lid van de Titanosauriformes was aangetroffen. De afgeplatte vorm van de wervel wordt verder versterkt door een lage wervelboog, ver zijwaarts uitstekende diapofysen en parapofysen, de ribfacetten, een sterk afgeplat wervellichaam en laag geplaatste gewrichtsuitsteeksels. Het systeem van richels en uithollingen is overeenkomstig gedrongen. Er zijn geen pleurocoelen en de pneumatisering is beperkt. Het is natuurlijk de vraag in hoeverre deze eigenschappen veroorzaakt zijn door een verticale compressie van het fossiel. De achterste gewrichtsuitsteeksels zijn plat en steken, voor zoverre beschadigingen toe laten dit te bepalen, ver naar achteren bezijden uit.

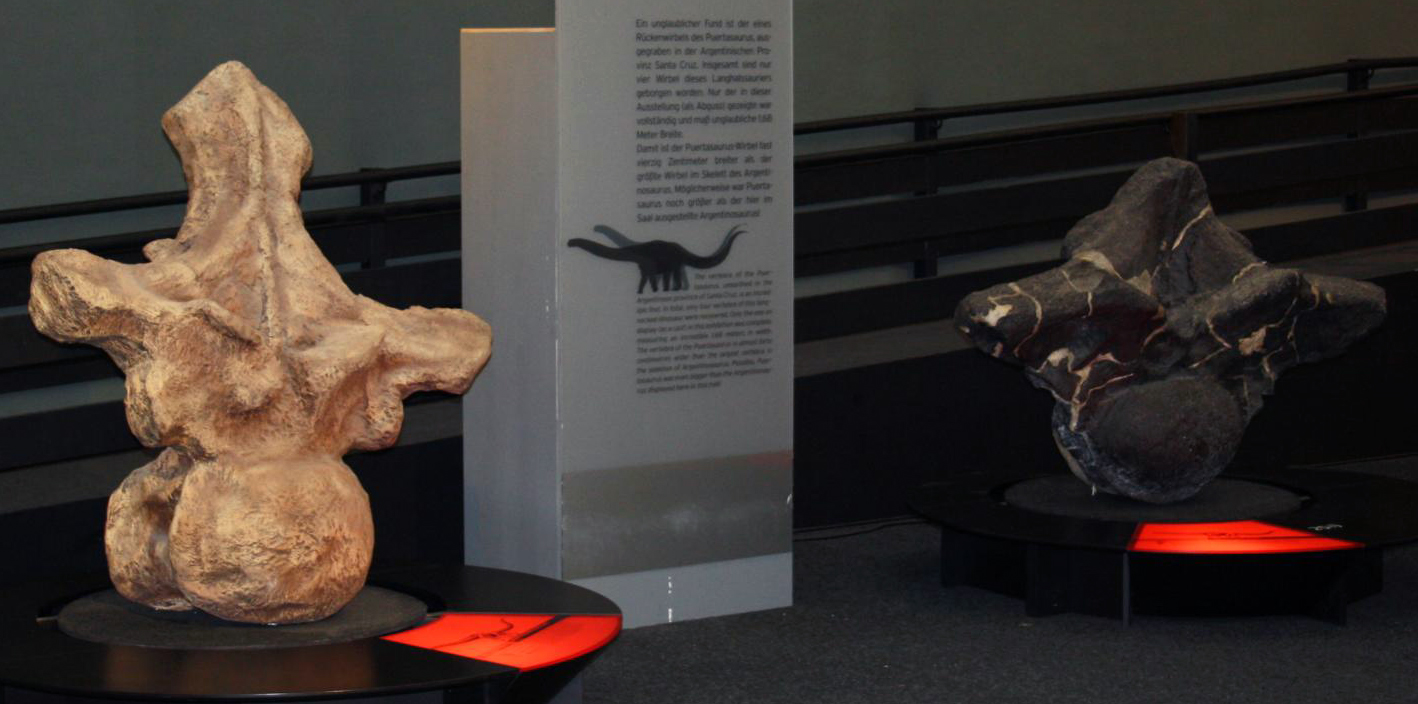
De ruggenwervel rechts, vergeleken met een ruggenwervel, uit een meer achterwaartse positie, van Argentinosaurus

Terwijl de halswervel uitzonderlijk lang is, is de tweede ruggenwervel extreem kort. De wervel is opisthocoel: van voren bol en van achteren hol. Er is geen hyposfeen-hypantrum-complex van secundaire gewrichtsuitsteeksels. Dat kan wijzen op een titanosauride verwantschap maar zo'n complex viel zo vooraan in de rug toch al niet te verwachten. De zijuitsteeksels zijn hoog aan hun bases zodat ze in vooraanzicht eruitzien als een soort wigvormige vleugels zoals bij Euhelopus. Een andere overeenkomst met die laatste soort is dat ze haaks uitstaan in plaats van schuin naar voren zoals bij veel titanosauriden. Het doornuitsteeksel, verticaal gericht, is laag en overdwars breed. Het heeft verticale richels op voorkant en achterkant, met zeer brede en diepe uithollingen eronder, een basaal titanosauriform kenmerk. Verder is het systeem van richels gereduceerd, zij het robuust.
Van de staartwervels kon in 2005 niet meer gesteld worden dan dat ze procoel zijn, hol van voren en bol van achteren, een typisch titanosauride kenmerk.

## Fylogenie
Novas plaatste Puertasaurus vrij basaal in de Titanosauria en meer bepaaldelijk basaal in de Titanosauridae. Latere analyses verfijnden dat tot de Lognkosauria.
Een studie uit 2018 toonde de volgende positie in de evolutionaire stamboom.
|  | Argentinosaurus                                                                             |
|  |                                                                                             |
|  | \| \| Notocolossus \| \| \| \| \| \| Patagotitan \| \| \| \| \| \| Puertasaurus \| \| \| \| |
|  |                                                                                             |
|  | Notocolossus                                                                                |
|  |                                                                                             |
|  | Patagotitan                                                                                 |
|  |                                                                                             |
|  | Puertasaurus                                                                                |
|  |                                                                                             |

|  | Notocolossus |
|  |              |
|  | Patagotitan  |
|  |              |
|  | Puertasaurus |
|  |              |

|  | Argentinosaurus                                                                             |
|  |                                                                                             |
|  | \| \| Notocolossus \| \| \| \| \| \| Patagotitan \| \| \| \| \| \| Puertasaurus \| \| \| \| |
|  |                                                                                             |
|  | Notocolossus                                                                                |
|  |                                                                                             |
|  | Patagotitan                                                                                 |
|  |                                                                                             |
|  | Puertasaurus                                                                                |
|  |                                                                                             |

|  | Notocolossus |
|  |              |
|  | Patagotitan  |
|  |              |
|  | Puertasaurus |
|  |              |

|  | Argentinosaurus                                                                             |
|  |                                                                                             |
|  | \| \| Notocolossus \| \| \| \| \| \| Patagotitan \| \| \| \| \| \| Puertasaurus \| \| \| \| |
|  |                                                                                             |
|  | Notocolossus                                                                                |
|  |                                                                                             |
|  | Patagotitan                                                                                 |
|  |                                                                                             |
|  | Puertasaurus                                                                                |
|  |                                                                                             |

|  | Notocolossus |
|  |              |
|  | Patagotitan  |
|  |              |
|  | Puertasaurus |
|  |              |

|  | Argentinosaurus                                                                             |
|  |                                                                                             |
|  | \| \| Notocolossus \| \| \| \| \| \| Patagotitan \| \| \| \| \| \| Puertasaurus \| \| \| \| |
|  |                                                                                             |
|  | Notocolossus                                                                                |
|  |                                                                                             |
|  | Patagotitan                                                                                 |
|  |                                                                                             |
|  | Puertasaurus                                                                                |
|  |                                                                                             |

|  | Notocolossus |
|  |              |
|  | Patagotitan  |
|  |              |
|  | Puertasaurus |
|  |              |

## Levenswijze
Het leefgebied van Puertasaurus bestond uit een vrij vochtig bos. De regenval was hoog en de afvoer van het water slecht. Puertasaurus deelde zijn habitat met de euornithopode Talenkauen, de Theropoda Orkoraptor en Austrocheirus en de medesauropode Dreadnoughtus. In 2005 waren de beschrijvers verwonderd over de extreme afplatting van de nek waarvan de functie hun nog onduidelijk was. Tegenwoordig wordt de verbreding gezien als een aanpassing aan een zijdelingse beweging van de nek.
Puertasaurus bewijst dat grote titanosauriërs het tot laat in het Krijt uithielden. Eerder was aangenomen dat ze als waren uitgestorven en alleen kleine vormen als Saltasaurus overbleven.